# Угљевик
Угљевик (раније Нови Угљевик) је насељено мјесто и сједиште истоимене општине у Републици Српској, БиХ. Према прелиминарним подацима пописа становништва 2013. године, у насељеном мјесту укупно је пописано 4.025 лица.
Организација локалне самоуправе за подручје насељеног мјеста, као облик непосредног учешћа грађана организована је кроз три Мјесне заједнице: Центар, Ново Насеље и Сјевер.

## Географија
Угљевик се налази на лијевој обали ријеке Јање, на природној заравни која је на старијим топографским картама означена као „Брезово поље“ или једноставно „Поља“ (Забрђска), а која је настала дјеловањем ријеке. Са југа је омеђен ријекама Мезграјицом и Јањом и брдским масивима Брђани и Косе у Богутовом Селу, док се са сјеверне стране уздижу Бармића брдо и друга брда забрђског појаса. Површина насеља је 336 хектара. Насеље се налази на надморској висини од око 155 метара. Један од најпознатијих врхова брда Косе је видиковац Нијемац (255 м.н.в), популарно излетиште становника Угљевика, до кога води стрма пјешачка стаза дужине 450 метара од подножја до врха.
Ток ријеке Јање кроз индустријску зону и насеље регулисан је уређењем корита. У ријеку Јању се с лијеве стране улијевају мањи бујични потоци Радловац (у индустријској зони) и Лактеница, чији је дио тока при ушћу уређен, док се са десне стране у индустријској зони улива ријека Мезграјица чији ток је такође уређен.

## Изглед насеља
Захваљујући релативно недавној изградњи и равничарском терену на коме је настао, Угљевик је развијен по принципима модерног урбанизма, са уредном мрежом улица које се сијеку под правим угловима, солидном инфраструктуром и пажљиво уређеним зеленим површинама. Управо због тог урбанистичког решења, урбанистички план Угљевика је током 1980-их година добио међународне похвале у категорији насеља до 5000 становника.
Захваљујући добро осмишљеном урбанистичком плану, Угљевик важи за једно од најбоље осунчаних насеља у Босни и Херцеговини –  у урбанистичком смислу. Зграде и улице распоређене су тако да се међусобно не засјењују, што омогућава максимално кориштење дневне свјетлости током цијеле године.
Међутим, почетни развој насеља прекинули су распад Југославије и рат у Босни и Херцеговини. У ратном и послијератном периоду дошло је до бројних интервенција у првобитни план – неке од њих биле су функционалне и оправдане, али су многе нарушиле уређеност мјеста. Доносиле су се и дозволе за изградњу привремених објеката, чији изглед често није био у складу с околином, а појава дивље градње додатно је утицала на нарушавање урбанистичког склада.

## Историја
Угљевик је младо насеље. Настало је почетком 1980-их, када је због налазишта угља читав центар општине пресељен из Старог Угљевика (тада се још није звао „Стари“) у ово новоизграђено насеље — Нови Угљевик. Временом се у обичном говору изгубио епитет „нови“. То је, иначе, био други пут да општина мијења свој центар. Први пут, у току Другог свјетског рата, власт НДХ је центар тадашње општине Забрђе, из Забрђа пренијела у Угљевик (Стари). Центар општине је ту остао и након ослобођења, а општина је добила име Угљевик. Дакле, од 1940-их до данас, центар општине је био у три мјеста: Забрђе, Стари Угљевик и Угљевик (Нови).
Приликом одабира локације новог насеља, урбанистички стручњаци су водили рачуна о могућности ширења насеља, близини путева, идеалној удаљености од новоизграђеног објекта термоелектране. Одлучено је да се Нови Угљевик прави 3 километра низводно од ТЕ, поред регионалног пута Тузла – Бијељина, у равничастом дијелу атара села Забрђе.
Пресељењем становништва у ново насеље, преселиле су се и установе и институције, тако да се може говорити о континуитету ових институција. У ново насеље су пресељени општинска управа, основна школа „Вељко Лукић Курјак“, Средњошколски центар, Дом здравља, СДК, Раднички универзитет, ФК Рудар и др.
Прве јавне зграде у Новом Угљевику су зграде хотела „Енергетик“ и објекат поште (овај објекат више не постоји).

## Спорт
Угљевик је сједиште фудбалског клуба Рудар, и такође кошаркашког клуба Рудар.

## Становништво
| Националност       | 2013.          | 1991.          | 1981.          | 1971.          |
| Срби               | 3.980 (98,88%) | 2.426 (81,38%) | 2.210 (90,49%) | 2.256 (94,47%) |
| Муслимани          | 3 (0,07%)      | 348 (11,67%)   | 66 (2,70%)     | 86 (3,60%)     |
| Југословени        | ―              | 133 (4,46%)    | 143 (5,85%)    | 15 (0,62%)     |
| Хрвати             | 21 (0,52%)     | 39 (1,30%)     | 3 (0,12%)      | 15 (0,62%)     |
| остали и непознато | 21 (0,53%)     | 35 (1,17%)     | 20 (0,81%)     | 16 (0,67%)     |
| Укупно             | 4.025          | 2.981          | 2.442          | 2.388          |

## Знамените личности
- Жељко Гаврић, фудбалер
- Филип Јовић, кошаркаш

## Галерија
- Улица Краља Петра Првог.
- Игралиште малих спортова и поглед на Дом здравља, ТЕ у позадини.
- Поглед на Улицу српске слоге.